# Jozef Theuns
Pour les articles homonymes, voir Theuns.
Jozef « Jos » Theuns né le 8 septembre 1931 à Anvers, et mort le 31 décembre 1992 dans la même ville, est un coureur cycliste belge, professionnel de 1952 à 1960.

## Palmarès
- 1954
  - 2e du Grand Prix de la Banque
  - 2e de Roeselare-Aalst-Roeselare
- 1955
  - 2e d'Aalter-Bruxelles
  - 3e du Grand Prix de Brasschaat
  - 5e du Tour des Flandres
- 1956
  - 3e du Tour du Brabant
- 1957
  - 10e de Liège-Bastogne-Liège
- 1958
  - Circuit de Flandre orientale
  - 2e de Kessel-Lier
  - 2e du Circuit de Belgique centrale
  - 3e de Liège-Bastogne-Liège
  - 3e du Tour de l'Ouest

## Résultats sur les grands tours

### Tour d'Italie
- 1959 : 46e

### Tour d'Espagne
1 participation
- 1959 : hors délais (11e étape)